# اوسوالدو پوگلی‌یسه
اوسوالدو پوگلی‌یسه (اسپانیایی: Osvaldo Pugliese‎؛ ‏ ۲ دسامبر ۱۹۰۵ – ۲۵ ژوئیهٔ ۱۹۹۵) نوازنده پیانو و آهنگساز مشهور سبک تانگو اهل آرژانتین بود.
او یکی از پیشگامان کنسرت‌های موسیقی در سبک تاگو بود و تنظیم‌های ویژه و تأثیرگذاری را در این سبک ایجاد و ارائه کرد.